# Cheelanahalli, Madhugiri
Cheelanahalli là một làng thuộc tehsil Madhugiri, huyện Tumkur, bang Karnataka, Ấn Độ.